# Шванебах, Борис Антонович
Бори́с Анто́нович Шва́неба́х (29 мая (10 июня) 1823, Венден, Лифляндская губерния — 8 (21) февраля 1905, Санкт-Петербург) — российский инженер-генерал, директор Александровского военного училища.

## Биография
Родился в Вендене 29 мая (10 июня) 1823 года. Лютеранского вероисповедания. Сын статского советника Антона Антоновича Шванебаха, брат генерал-майора Ф. А. Шванебаха.
15 ноября 1838 года поступил в кондукторскую роту Главного инженерного училища. В ноябре 1840 года произведён в унтер-офицеры, в декабре переименован в портупей-юнкеры. 8 августа 1842 года произведён в полевые инженер-прапорщики и оставлен при Главном инженерном училище. 30 августа 1844 года переведён в лейб-гвардии Сапёрный батальон и переименован в прапорщики гвардии. 11 апреля 1848 года произведён в поручики, участвовал в Венгерском походе.
8 мая 1851 года определён адъютантом генерал-инспектора по инженерной части великого князя Николая Николаевича Старшего, 6 декабря 1853 года произведён в капитаны. 17 апреля 1855 года произведён в полковники и назначен адъютантом для особых поручений при великом князе. Участвовал в Крымской войне. 17 января 1856 года назначен командиром 6-го сапёрного батальона (до 12 декабря 1860).
Штаб-офицер, заведующий обучением офицеров в Николаевской инженерной академии (1861—1863), директор Александровского военного училища (1863—1874). 19 апреля 1864 года произведён в генерал-майоры. Был одним из видных военных педагогов эпохи реформ Александра II.
С 27 апреля 1874 года инспектор классов Николаевской инженерной академии, член конференции Николаевской инженерной академии и Николаевского инженерного училища. С 30 августа 1874 года — генерал-лейтенант. 30 августа 1892 года произведён в инженер-генералы.

## Личная жизнь
Был холост.

## Награды
- Орден Св. Анны 3-й ст. (7 сентября 1850)
- Орден Св. Анны 2-й ст. (1855, императорская корона к ордену в 1860)
- Медаль «В память войны 1853—1856» на андреевской ленте (1856)
- Орден Св. Владимира 4-й ст. (1863)
- Орден Св. Владимира 3-й ст. (1866)
- Орден Св. Станислава 1-й ст. (31 марта 1868)
- Орден Св. Анны 1-й ст. (1870, императорская корона к ордену 16 апреля 1872)
- Орден Св. Владимира 2-й ст. (30 августа 1880)
- Орден Белого Орла (30 августа 1889)
- Знак отличия беспорочной службы за L лет (22 августа 1896)
- Высочайшее благоволение (1897)
- Подарок с вензелем императора (1903)